# Lee Child
Lee Child (Coventry, Engeland, 29 oktober 1954) is het pseudoniem van de thrillerschrijver Jim Grant. Child brak door met zijn eerste boek Killing Floor (Jachtveld) en heeft sindsdien een hele serie bestsellers op zijn naam staan. Hij woont voornamelijk in Manhattan, maar heeft ook een huis in Zuid-Frankrijk.
Alle boeken van Lee Child hebben de Amerikaanse ex-militair Jack Reacher als hoofdpersoon. Reacher, die uit eigen beweging het leger heeft verlaten, leidt een zwervend bestaan in de Verenigde Staten, waar hij zijn avonturen beleeft.
Zijn boek "One Shot" werd verfilmd onder de titel Jack Reacher en de film is eind 2012 première gegaan met Tom Cruise in de rol van Jack Reacher. In 2016 kwam de opvolger Jack Reacher: Never Go Back uit, eveneens met Tom Cruise.
Het eerste boek Killing Floor diende als basis voor het eerste seizoen van de actieserie Reacher die op 4 februari 2022 in première ging op Amazon Prime Video. De rol van Reacher wordt hierin gespeeld door Alan Ritchson.

## Biografie
Lee Child is geboren in Coventry, maar groeide op in Birmingham, waar hij de school bezocht waar onder andere J.R.R. Tolkien ook leerling geweest was. Hij studeerde rechten, maar ging na zijn studie in het theater werken. Hij werd in dienst genomen door Granada Television in Manchester en werkte in de 18 jaren die volgden onder andere aan series als Brideshead Revisited, The Jewel in the Crown, Prime Suspect en Cracker. In 1995 werd hij vanwege een reorganisatie ontslagen en besloot hij in zijn levensonderhoud te voorzien als schrijver.
Hij schreef zijn eerste boek met de hand aan de eettafel omdat hij met de aanschaf van een computer wilde wachten tot hij succes had als schrijver. Dat succes kwam met dat eerste boek (Killing Floor) en sindsdien is Child professioneel schrijver.
Hij is getrouwd en heeft een volwassen dochter.

## Jack Reacher
De carrière van Jack Reacher wordt door Lee Child als volgt beschreven "Reacher verliet op zijn 18e zijn ouderlijk huis, en studeerde af op West Point. Hij diende 13 jaar in het leger, waarbij hij in 1990 werd gedegradeerd van majoor naar kapitein. Verliet het leger in 1997 als majoor." De gebeurtenissen die leiden tot die degradatie zijn beschreven in het boek "De vijand", waaruit ook duidelijk wordt dat Reacher in 1960 is geboren.
Sindsdien trekt Reacher in zijn eentje door de Verenigde Staten met als enige bagage zijn tandenborstel. Bij de aanschaf van kleding, altijd goedkope confectiekleding, gooit hij de vuile oude kleren weg. Hij is groot (1,95 en meer dan 100 kilo) en fysiek erg sterk. Bovendien is hij vanuit zijn opleiding bedreven in vele takken van gevechtstechnieken. Reacher heeft een rusteloosheid over zich die het hem onmogelijk maakt om zich te binden aan plaatsen of personen. Hij heeft regelmatig affaires met aantrekkelijke vrouwen, maar die duren nooit langer dan een boek. Aan het einde trekt Reacher steevast verder. Hoewel hij het leger heeft verlaten kan hij nog regelmatig een beroep doen op zijn netwerk binnen dat leger.
Reacher heeft kennelijk een voorliefde voor honkbal, want in verschillende boeken gebruikt hij namen van voormalige New York Yankees-spelers als schuilnaam.
De naam Reacher is bedacht toen hij tijdens het schrijven van zijn eerste boek in een supermarkt iemand hielp om iets van een bovenste plank te pakken. Zijn vrouw zei toen dat als het schrijven niet lukte hij altijd nog aanreiker (reacher) in een supermarkt kon worden.